# Констант Ирландский
Констант (Constant, умер в 777 году) — ирландский священномученик. День памяти — 18 ноября.
Святой Констант был священником и отшельником, подвизавшимся на озере Эрн. Он был известен своей святостью и чудесами, явленными по его заступничеству. Он скончался при обстоятельствах, благодаря которым его поминают как священномученика.